# فرانسيسكا كروفيتو
فرانسيسكا كروفيتو شديد (بالإسبانية: Francisca Crovetto Chadid)، من مواليد 27 أبريل 1990، هي لاعبة رماية تشيلية من أصل لبناني، فازت بميدالية الذهبية لدورة الألعاب الأولمبية الصيفية، والتي استضافته العاصمة الفرنسية باريس عام 2024، وذلك في مسابقة أطباق الطائرة للسيدات، وأول إمرأة تشيلية تفوز بالميدالية الذهبية.